# The Opal (almanah)

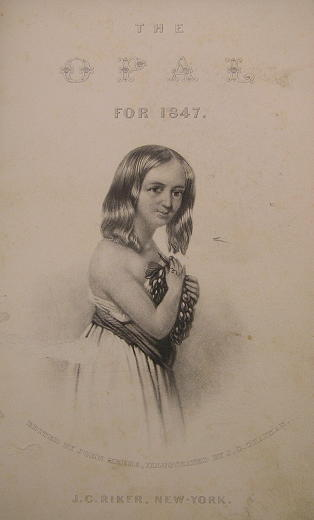
Coperta almanahului din 1847

The Opal, A Pure Gift for the Holy Days a fost un almanah anual fondat de Rufus Wilmot Griswold și publicat la New York de John C. Riker, în perioada 1844-1849. El conținea povestiri, ilustrații și poeme.
Griswold a început să solicite contribuții literare pentru almanah în 1843, intenționând inițial să-l denumească The Christian Offering. El a fost editat mai întâi de Nathaniel Parker Willis, apoi de John Keese și în final de Sarah Josepha Hale. În ediția din 1844, Edgar Allan Poe a publicat pentru prima dată "Morning on the Wissahiccon". Printre alți autori publicați au fost Henry Wadsworth Longfellow, Elizabeth F. Ellet și John Greenleaf Whittier.